# Burg Löwental
Die Burg Löwental, auch Eichstegen genannt, ist eine abgegangene Burg im heutigen Stadtteil Löwental der Stadt Friedrichshafen im Bodenseekreis in Baden-Württemberg.
Die Burg wurde von den Herren von Eichstegen, einem welfischen Ministerialengeschlecht, erbaut und 1154 erwähnt. 1250 übergab Johann von Eichstegen die Burg mit Ländereien an die Dominikaner von Konstanz, die die Burg zum Kloster Löwental umbauten.
Von der nicht genau lokalisierbaren Burganlage ist nichts erhalten.